# Limnichus ater
Limnichus ater är en skalbaggsart som beskrevs av Lea 1920. Limnichus ater ingår i släktet Limnichus och familjen lerstrandbaggar. Inga underarter finns listade i Catalogue of Life.